# Strange and Beautiful
Strange and Beautiful ist das dritte Musikalbum der US-amerikanischen Heavy-Metal-Band Crimson Glory. Es wurde aufgenommen, nachdem Gitarrist Ben Jackson und Schlagzeuger Dana Burnell die Band verlassen hatten. Außerdem war es das einzige Album, das bei Atlantic Records erschien. Crimson Glory brach radikal mit dem bisherigen Stil. Auf dem Album, das nicht mehr ins Heavy-Metal-Genre gehört, sind Saxophone und weibliche Gospelchorgesänge zu hören, die Kompositionen sind blues- und grooveorientiert.

## Titelliste
1. „Strange and Beautiful“ (Drenning, Midnight) – 6:17
2. „Promise Land“ (Drenning, Lords, Rauer) – 5:22
3. „Love and Dreams“ (Drenning, Lords, Midnight) – 5:29
4. „The Chant“ (Fredericksen, McKinley) – 3:45
5. „Dance on Fire“ (Drenning, Lords, Midnight) – 5:27
6. „Song for Angels“ (Drenning, Rauer) – 5:19
7. „In the Mood“ (Drenning, Lords, Midnight) – 5:55
8. „Starchamber“ (Drenning, Lords, Midnight) – 7:28
9. „Deep Inside Your Heart“ (Drenning, Lords, Midnight) – 5:14
10. „Make You Love Me“ (Drenning, Lords, Midnight) – 4:05
11. „Far Away“ (Midnight) – 4:44

## Produktion
Strange and Beautiful wurde von Mitch Goldfarb und Jeff Chestek aufgenommen, als Produzenten sind Mitch Goldfarb und Jon Drenning angegeben.

## Veröffentlichungen
Das Album erschien im CD- und LP-Format bei Atlantic Records, sowie in Europa bei Roadrunner Records. 2006 veröffentlichte das Label Metal Mind Productions (Polen) eine „Remaster“-Ausgabe, die als Bonus den Titel „Far Away“ in der Single-Version enthielt.

### Singleauskoppelungen
1991 erschienen bei Roadrunner Records folgende Singles:
- Song for Angels

1. Song for Angels
2. Far Away
- The Chant

1. The Chant
2. Love and Dreams

## Weitere Mitwirkende
- John Avarese – Keyboard
- Ric Sandler – Piano
- Daryl Burgee – Percussion
- Ron Kerber – Saxophon
- Annette Hardeman, Charlene und Paula Holloway – Begleitgesang

## Kritiken
Aufgrund der radikalen Änderung in der Ausrichtung der Band fiel das Album bei Hörern wie Kritikern gleichermaßen durch und schädigte das Bild der Band stark. Weithin war von einem Ausverkauf zugunsten schnellen kommerziellen Erfolgs die Rede. Die Mehrzahl der Fans wendete sich enttäuscht von Crimson Glory ab. Neben dem radikalen Stilbruch, der viele Fans vor den Kopf stieß, standen die Konzeptlosigkeit und Beliebigkeit der Kompositionen übereinstimmend im Mittelpunkt der Kritik.

„The band (...) wanted to do something different, demonstrate some creative growth, diversify, whatever -- simply to earn their big new paychecks (...) In an attempt to commercialize their sound while retaining their "progressive" edge, the group ended up abandoning many of the qualities which had brought them this far (...) Not surprisingly, Strange and Beautiful merely lived up to the first half of its title, and succeeded only in alienating the band's loyal fan base.

(Die Band wollte etwas Neues, wollte kreatives Wachstum demonstrieren, sich erweitern, was auch immer - einfach, um sich ihre neuen dicken Schecks zu verdienen (...) Der Versuch, den Sound zu kommerzialisieren und gleichzeitig einen „progressiven“ Einschlag zu bewahren, endete für die Gruppe darin, viele der Qualitäten aufzugeben, die sie so weit gebracht hatten (...) Wenig überraschend wurde Strange and Beautiful (Seltsam und Schön) nur dem ersten Teil des Titels gerecht, und war nur in der Entfremdung der treuen Fanbasis ein Erfolg.)“

Nach Abschluss der Aufnahmen trat Sänger Midnight aus der Band aus. Crimson Glory löste sich zum Ende der auf die Veröffentlichung folgenden Tournee zunächst auf. Eine geplante Japan-Tournee wurde abgesagt.